# Velika nagrada Belgije 1937
Velika nagrada Belgije 1937 je bila prva dirka evropskega avtomobilističnega prvenstva v sezoni 1937. Potekala je 11. julija 1937 na belgijskem dirkališču Spa-Francorchamps.

## Poročilo

### Pred dirko
Na račun ameriške dirke Vanderbilt Cup, ki je bila potekala šest dni prej, je bilo na dirko prijavljenih le deset dirkačev. Moštvo Mercedes-Benza je načrtovalo, da bi na ameriško dirko poslalo Hermanna Langa in Rudolfa Caracciolo, toda organizatorji belgijske dirke so želeli, da vsaj eden od zvezdnikov Mercedesovega moštva nastopi tudi v Belgiji, tako je moštvo poslalo na dirko Langa, Manfreda von Brauchitscha in rezervnega dirkača Christiana Kautza.  
Von Brauchitsch je na prostem treningu doživel hujše trčenje, ko je prepozno zaviral za ovinek Ancienne Douanne, ki je zanka ob znamenitem ovinku Eau Rouge. Dirkalnik je večkrat prevrnilo, nato pa je na kolesih pristal na travniku ob stezi. Von Brauchitsch je pri tem utrpel le manjše udarnine in ureznino na rami. Proti priporočilom zdravnika se je tretji dan prostih treningov ponovno odpravil na stezo in odpeljal najhitrejši krog treningov s časom 5:11, zaradi česar je veljal za glavnega favorita dirke. 

### Dirka
Dvajset minut pred štartom je začel puščati hladilnik na von Brauchitschevem dirkalniku. Mercedesovi mehaniki so na štartni vrsti uspeli dirkalnik popraviti, toda med tem se je že preveč ohladil, da bi lahko vžgal. Štart dirke je z zamahom s štartno zastavico oznanil sam kralj Leopold, toda Mercedesovi mehaniki so še vedno zaganjali von Brauchitschev dirkalnik. Vsi tekmeci so se mu uspeli izogniti po levi ali desni strani nato pa je uspel štartati tudi von Brauchitsch. Vodil je Hans Stuck, sledili pa so mu še Raymond Sommer, Rudolf Hasse, Lang in Hermann Paul Müller. Po koncu prvega kroga je von Brauchitsch zavil v bokse, da so mu očistili vetrobransko steklo in dirkalna očala od olja, ki je kapljalo iz Müllerjevega dirkalnika. Carlo Felice Trossi je odstopil v tretjem krogu zaradi okvare motorja, v tem krogu je Stuck postavil nov rekord steze, krog kasneje ga je popravil von Brauchitsch, v sedmem krogu pa ponovno Stuck, ki sta mu sledila le Lang in Hasse, ostali so že bolj zaostali. 
Zelo hitro dirkanje pa je pustilo posledice na pnevmatikah, saj je moral v osmem krogu do tedaj vodilni Stuck na postanek v bokse na menjavo gum, saj je imel na eni od pnevmatik uničen profil. S tem je vodstvo prevzel Lang, ki sta mu sledila Hasse in Kautz. Lang je vodil le štiri kroge, kajti v enajstem krogu je moral tudi on na postanek v bokse na dolivanje goriva in menjavo gum. V dvanajstem krogu je tako vodil Hasse, sledili so mu Lang, Kautz, Stuck, Müller, von Brauchitsch in Sommer. Müller je moral odstopiti v štirinajstem krogu zaradi okvare črpalke za olje. Hasse, ki je bil na taktiki enega postanka v boksih, je z novim rekordom steze uspel narediti razliko petinštiridesetih sekund pred sedemnajstim krogom, ko je moral tudi on v bokse. S tem je vodstvo ponovno prevzel Lang, ki je takoj postavil nov rekord steze v želji, da bi naredil razliko do ostalih. V devetnajstem krogu je Stuck opravil svoj drugi postanek v boksih, s čimer je drugo mesto prevzel Hasse. 
Lang je izgubil veliko časa, ko je v triindvajsetem krogu peljal s predrto pnevmatiko proti boksom na menjavo gum. V štiriindvajsetem krogu je vodil Hasse, sledili so mu Lang, Stuck, Kautz, von Brauchitsch in Sommer. Lang je ob dirkanju s predrto pnevmatiko poškodoval zadnji del svojega dirkalnika, zato se je dirkalnik obnašal nenavadno. Plesal je po celotni širini steze, pri tem je skoraj trčil v eno od dreves ob dirkališču. Ena od povezav na zadnjem vzmetenju se je delno prelomila, zato je ob vsakem pospeševanju dirkalnik zaplesal. Zaradi tega je moral Lang nekoliko upočasniti in v tridesetem krogu je spustil Stucka mimo brez boja. Von Brauchitsch je v dvaintridesetem krogu odstopil zaradi okvare motorja s petega mesta. Ob začetku zadnjega kroga je imel Hasse minuto prednosti pred Stuckom in je prednost z lahkoto ob držal do cilja, še minuto je zaostajal Lang, ob koncu skoraj tri minute za zmagovalcem. Kautz je uspel rešiti četrto mesto, čeprav je kar dvakrat zapeljal s steze, peti in zadnji uvrščeni pa je bil Sommer s krogom zaostanka. Za Hasseja je bila to prva in edina zmaga na dirkah za Veliko nagrado.

## Rezultati

### Štartna vrsta
| _______3_______ Stuck Auto Union  |                                  | _______2_______ von Brauchitsch Mercedes-Benz |                                    | _______1_______ Sommer Alfa Romeo |
|                                   | _______5_______ Hasse Auto Union |                                               | _______4_______ Lang Mercedes-Benz |                                   |
| _______8_______ Müller Auto Union |                                  | _______7_______ Kautz Mercedes-Benz           |                                    | _______6_______ Trossi Alfa Romeo |

### Dirka
| Poz | Št | Dirkač                  | Moštvo           | Dirkalnik          | Krogi | Čas/Odstop      | Št. m. | Toč |
| --- | -- | ----------------------- | ---------------- | ------------------ | ----- | --------------- | ------ | --- |
| 1   | 12 | Rudolf Hasse            | Auto Union       | Auto Union C       | 34    | 3:01:22         | 4      | 1   |
| 2   | 8  | Hans Stuck              | Auto Union       | Auto Union C       | 34    | + 42 s          | 1      | 2   |
| 3   | 2  | Hermann Lang            | Daimler-Benz AG  | Mercedes-Benz W125 | 34    | + 2:45          | 5      | 3   |
| 4   | 6  | Christian Kautz         | Daimler-Benz AG  | Mercedes-Benz W125 | 34    | + 3:03          | 7      | 4   |
| 5   | 16 | Raymond Sommer          | Scuderia Ferrari | Alfa Romeo 12C-36  | 33    | +1 krog         | 3      | 4   |
| Ods | 4  | Manfred von Brauchitsch | Daimler-Benz AG  | Mercedes-Benz W125 | 31    | Motor           | 2      | 4   |
| Ods | 14 | Hermann Paul Müller     | Auto Union       | Auto Union C       | 13    | Črpalka za olje | 6      | 6   |
| Ods | 18 | Carlo Felice Trossi     | Scuderia Ferrari | Alfa Romeo 12C-36  | 3     | Motor           | 8      | 7   |
| DNS | 10 | Luigi Fagioli           | Auto Union       | Auto Union C       |       |                 |        | 8   |
| DNS | 20 | Franz Gouvion           | Team Lancia      | Maserati 8CM       |       | Motor           |        | 8   |